# Pieczonka
Pieczonka [pronunciación en polaco: /pjɛˈt͡ʂɔŋka/] es un asentamiento en el distrito administrativo de Gmina Supraśl, dentro del Distrito de Białystok, Voivodato de Podlaquia, en el noreste de Polonia. Se encuentra aproximadamente 10 kilómetros al este de Supraśl y 25 kilómetros al noreste de la capital regional, Białystok.